# Jan Eeman
Jan Eeman (Denderhoutem, 9 september 1939 - Aalst, 16 juli 2011) was een Belgisch politicus bij Open Vld.

## Biografie
Eeman begon zijn beroepsloopbaan als leraar en was ook ambtenaar.
In 1970 trad hij in de politiek voor de PVV met zijn verkiezing tot gemeenteraadslid van de toenmalige gemeente Welle. Na de fusie met Denderleeuw in 1976 bleef hij in de raad zetelen tot aan zijn overlijden. Van 1989 tot eind 2006 maakte hij deel uit van de meerderheid in zijn gemeente, eerst van 1989 tot 1994 als schepen en nadien van 1995 tot 2000 als burgemeester. Van 2001 tot 2006 werd hij terug schepen om er nadien in de oppositie te zetelen.
In 1973 werd hij gedetacheerd naar het kabinet van Willy De Clercq, waar hij werkte tot in 1974. Hij was vervolgens aan de slag op verschillende ministeriële kabinetten als adviseur in onderwijsaangelegenheden: van 1974 tot 1977 bij Herman De Croo, van mei tot oktober 1980 bij Herman Vanderpoorten, van 1981 tot 1988 bij Willy De Clercq, Frans Grootjans en Guy Verhofstadt en van 1988 tot 1991 bij Louis Waltniel.
Van 1991 tot 1995 zetelde Jan Eeman in de Senaat als rechtstreeks verkozen senator voor de kieskring Oudenaarde-Aalst. In de periode januari 1992-mei 1995 had hij als gevolg van het toen bestaande dubbelmandaat ook zitting in de Vlaamse Raad. De Vlaamse Raad was vanaf 21 oktober 1980 de opvolger van de Cultuurraad voor de Nederlandse Cultuurgemeenschap, die op 7 december 1971 werd geïnstalleerd, en was de voorloper van het huidige Vlaams Parlement. Van 1995 tot 2003 zetelde hij daarna voor de kieskring Oudenaarde-Aalst in de Kamer van volksvertegenwoordigers.